# Times Aerospace Korea
Times Aerospace Korea или Washington Times Aviation - крупнейший в Азии субконтрактный завод по сборке вертолетов Sikorsky S-61 с производственной площадью более 290000 м², расположенный рядом с Международным аэропортом Кимпхо, Южная Корея, принадлежащий Мун Сон Мёну. 
На церемонию открытия завода прилетел губернатор провинции на одном из таких вертолетов, а также на таком вертолете летает Президент Республики Корея. На церемонии закладки фундамента присутствовали 700 высокопоставленных чиновников, включая министра строительства, транспорта и торговли Республики Корея, губернатора Кёнгидо, мэров городов. Завод принадлежит конгломерату Тонъиль групп, который в свою очередь предоставил правительству Кореи тренировочный вертолет для пожарных. Компания так же партнёрствует с военным комплексом Республики Корея. 
Завод планирует инвестировать $220 млн в развитие завода. и $40 млн, совместно с правительственными ведомствами страны, в научные исследования в области аэрокосмических технологий для ведущих НИИ и университетов.